# Luna modeler
Luna Modeler je český CASE nástroj pro datové modelování a visuální návrh relačních databázových struktur. Umožňuje vývojářům a databázovým architektům vytvářet a spravovat entitně-relační diagramy, vizualizovat existující databázové struktury, generovat SQL kód či vytvářet dokumentaci.
Jedná se o desktopovou aplikaci, kterou je možné instalovat do operačních systémů Windows, macOS a Linux.
Luna Modeler byl jedním z produktů uvedených v představení Apple MacBook Pro s čipem M4[chybí lepší zdroj] a uveden v lokálních tematických článcích v různých zemích.[chybí lepší zdroj] Je také uveden v seznamech vhodných nástrojů pro datové modelování.

## Podporované databázové systémy
- Oracle
- Microsoft SQL Server
- PostgreSQL
- MariaDB
- MySQL
- SQLite

a další obdobné systémy, jako Supabase, Azure SQL apod.

## Klíčové funkce
- Vizuální návrh ER diagramů pro relační databáze
- Reverse engineering
- Automatické generování SQL kódu
- Generování interaktivních reportů v HTML formátu
- Export diagramů do obrázku nebo vícestránkových souborů PDF
- Detekce rozdílů v projektu či databází
- Synchronizace změn pomocí aktualizace projektu či generování synchronizačních SQL skriptů
- Konverze schémat mezi různými typy databází
- Témata pro různé způsoby vizualizace diagramů [9]